# Mak Ka Lok
Mak Ka Lok (Hongkong, 1965. augusztus 27. –) makaói autóversenyző, aki néhány éven keresztül feltűnt a Túraautó-világbajnokságon is.

## WTCC (2011–2014, 2017)
A versenyzéshez kissé idős (49 éves) pilóta 2011-ben tűnt fel először a világbajnokságon saját csapatával az RPM Racinggel a makaói hétvégén. Bemutatkozását jól mutatja, hogy az időmérőn még a kommentátorok sem tudták, hogy kicsoda ő (azt hitték, hogy egy másik kategória versenyzője aki tévedésből hajtott pályára). Ez a nem túlzottan beharangozott szereplés egy rendkívül visszafogott teljesítményt is hozott. Természetesen Maknak nem sok esélye volt az S2000-es autóval, de még honfitársaival szemben is alul teljesített, hiszen egyik futamot sem fejezte be.
2012-ben szintén elindult hazája versenyén, saját csapata színeiben egy S2000-es BMW 320Si volánja mögött. Az előző évhez képest már előre lépés volt, hogy a reménytelenül lassú, pénzes versenyző legalább mindkét futamon célba ért, igaz az utolsó helyen, ami a 2. futamon a sok kieső miatt egy 16. helyet jelentett a számára.
2013-ban folytatódott a tendencia, ismét jöttek az utolsó fordulóra az ázsiai pilóták, ráadásul bevezették az Asia Trophy-t így a szokottnál is többen adtak le nevezésüket. Köztük ott volt Mak Ka Lok is, aki immáron harmadjára szerepelt a bajnokságban, de ezúttal már Makaó mellett Szuzukában és Sanghajban is rajthoz állt. Túl sok vizet ezúttal sem zavart, maximum annyit, hogy Japánban kicsúszott a kavicságyba a 2. futamon és sárga zászlós szakasz volt miatta. Sanghajban szépen bedöcögött az utolsó helyeken, nem veszélyeztetve még honfitársait sem. Makaóban már volt kellő tapasztalata, de az időmérőn például el sem érte a megengedett limit időt, ennek ellenére azonban a versenybírák rajthoz engedték állni. Az 1. futamon közel 2 perces hátrányban az utolsó lett, míg a totálisan kaotikus 2. futamon ázsiai társaival szemben kimaradva az ütközésekből a 13. helyen intették le, ez pedig a legjobb eredménye volt.
2014-ben ugyan kitiltották a mezőnyből az S2000-es autókat, pontosan az előző évi káosz miatt. Néhány makaói pilóta azonban ennek ellenére összegyűjtött annyi pénzt, hogy az 1.6 turbós autókat kibérelje az év utolsó futamaira. Mak Ka Lok Franz Engstler csapatának egyik BMW-jét bérelte ki, amit aztán a saját csapata nevén futtatott. A makaói pilóta ezúttal is befejezte mind a két futamot és mivel a bajnokság többet nem látogatott el a korábbi portugál gyarmatra, így Mak Ka Lok-ot sem láthattuk többet a bajnokságban.
2017-ben a WTCC mezőnye visszatért Makaóba,ezáltal Mak Ka Lok is újra rajthoz állhatott,a korábbi évekkel ellentétben,ebbe az évben már csak TC1-es autókkal lehetett nevezni,így Mak Ka Lok az RC Motorsport Lada Vesta-jával indult.Az időmérőn 16.lett,a 107%-os időt nem tudta megfutni,de ennek ellenére a futamon rajthoz állhatott.Az első,és a második versenyen is 17.helyen zárt.

## Eredményei

### Teljes Túraautó-világbajnokság eredménysorozata
| Év   | Csapat          | Autó            | 1   | 1   | 2   | 2   | 3   | 3   | 4   | 4   | 5   | 5   | 6   | 6   | 7   | 7   | 8   | 8   | 9   | 9   | 10  | 10  | 11  | 11  | 12  | 12  | Helyezés | Pont |
| 2011 | RPM Racing Team | BMW 320si       | CUR | CUR | BEL | BEL | MON | MON | HUN | HUN | BRN | BRN | POR | POR | DON | DON | OSC | OSC | VAL | VAL | SUZ | SUZ | CHN | CHN | MAC | MAC | Hn       | 0    |
| ---- | --------------- | --------------- | --- | --- | --- | --- | --- | --- | --- | --- | --- | --- | --- | --- | --- | --- | --- | --- | --- | --- | --- | --- | --- | --- | --- | --- | -------- | ---- |
| 2011 | RPM Racing Team | BMW 320si       |     |     |     |     |     |     |     |     |     |     |     |     |     |     |     |     |     |     |     |     |     |     | Ki  | Ki  | Hn       | 0    |
| 2012 | RPM Racing Team | BMW 320si       | MON | MON | VAL | VAL | MAR | MAR | SVK | SVK | HUN | HUN | AUT | AUT | POR | POR | CUR | CUR | USA | USA | SUZ | SUZ | CHN | CHN | MAC | MAC | Hn       | 0    |
| 2012 | RPM Racing Team | BMW 320si       |     |     |     |     |     |     |     |     |     |     |     |     |     |     |     |     |     |     |     |     |     |     | 21† | 16  | Hn       | 0    |
| 2013 | RPM Racing      | BMW 320si       | MON | MON | MAR | MAR | SVK | SVK | HUN | HUN | AUT | AUT | RUS | RUS | POR | POR | ARG | ARG | USA | USA | SUZ | SUZ | CHN | CHN | MAC | MAC | Hn       | 0    |
| 2013 | RPM Racing      | BMW 320si       |     |     |     |     |     |     |     |     |     |     |     |     |     |     |     |     |     |     | 23  | Ki  | 25  | 27  | 27  | 13  | Hn       | 0    |
| 2014 | RPM Racing Team | BMW 320 TC      | MAR | MAR | PAU | PAU | HUN | HUN | SVK | SVK | AUT | AUT | RUS | RUS | BEL | BEL | ARG | ARG | CHN | CHN | CHN | CHN | SUZ | SUZ | MAC | MAC | Hn       | 0    |
| 2014 | RPM Racing Team | BMW 320 TC      |     |     |     |     |     |     |     |     |     |     |     |     |     |     |     |     |     |     |     |     |     |     | 18  | 14  | Hn       | 0    |
| 2017 | RC Motorsport   | Lada Vesta WTCC | MAR | MAR | ITA | ITA | HUN | HUN | GER | GER | POR | POR | ARG | ARG | CHN | CHN | JPN | JPN | MAC | MAC | QAT | QAT |     |     |     |     | 23.      | 0    |
| 2017 | RC Motorsport   | Lada Vesta WTCC |     |     |     |     |     |     |     |     |     |     |     |     |     |     |     |     | 17  | 17  |     |     |     |     |     |     | 23.      | 0    |